# Kang Ji-young
Kang Ji-young (hangul: 강지영), även känd under artistnamnet Jiyoung eller JY, född 18 januari 1994 i Paju, är en sydkoreansk sångerska och skådespelare.
Hon var tidigare medlem i den sydkoreanska tjejgruppen Kara från att hon gick med gruppen 2008 till det att hon lämnade den 2014. Jiyoung påbörjade en solokarriär i Japan år 2016 under artistnamnet JY.

## Diskografi

### Album
| Albuminformation                               | Topplacering          | Topplacering   |
| Albuminformation                               | Sydkorea (Gaon Chart) | Japan (Oricon) |
| Japanska                                       | Japanska              | Japanska       |
| ---------------------------------------------- | --------------------- | -------------- |
| Many Faces (Studioalbum) - Släppt: 10 maj 2017 | —                     | —              |

### Singlar
| År        | Titel                                 | Topplacering          | Topplacering   |
| År        | Titel                                 | Sydkorea (Gaon Chart) | Japan (Oricon) |
| Koreanska | Koreanska                             | Koreanska             | Koreanska      |
| --------- | ------------------------------------- | --------------------- | -------------- |
| 2010      | "Merry Love" (med Kim Sung-je)        | —                     | —              |
| 2012      | "Mermaid Princess" (som Mystic White) | 10                    | —              |
| Japanska  |                                       |                       |                |
| 2016      | "Radio"                               | —                     | 22             |
| 2016      | "Saigono Sayonara"                    | —                     | 7              |
| 2016      | "Sukina Hitoga Irukoto"               | —                     | 6              |
| 2016      | "Fake"                                | —                     | 25             |
| 2016      | "Koiwo Shiteita Koto"                 | —                     | 24             |

### Soundtrack
| År   | Titel                       | Topplacering          | Drama/Film   |
| År   | Titel                       | Sydkorea (Gaon Chart) | Drama/Film   |
| ---- | --------------------------- | --------------------- | ------------ |
| 2010 | "My Love" (med Park Gyu-ri) | —                     | Big Thing    |
| 2012 | "Rainbow Rose"              | —                     | Rainbow Rose |

## Filmografi

### Film
| År   | Titel                                  | Roll          |
| ---- | -------------------------------------- | ------------- |
| 2015 | Assassination Classroom                | Irina Jelavić |
| 2015 | Detective Conan: Sunflowers of Inferno | röstroll      |
| 2016 | Assassination Classroom: Graduation    | Irina Jelavić |
| 2016 | Kataomoi Spiral                        | SoYeon        |

### TV-serier
| År   | Titel                               | Kanal                 | Roll           |
| ---- | ----------------------------------- | --------------------- | -------------- |
| 2008 | The Person Is Coming                | MBC                   | skolflicka     |
| 2011 | Urakara                             | TV Tokyo              | Jiyoung        |
| 2012 | Koisuru maison ~Rainbow Rose~       | Tooniverse & TV Tokyo | Yuri Han       |
| 2014 | Secret Love                         | DRAMAcube             | SoYeol         |
| 2014 | Jigoku Sensei Nube                  | NTV                   | Yukime         |
| 2014 | Higanbana: Onnatachi no Hanzai File | NTV                   | Kaoruko Nagami |
| 2015 | Tamiou                              | NTV                   | Erika Murano   |
| 2016 | Tamiou ~ Aratanaru Inbou            | NTV                   | Erika Murano   |
| 2016 | Higanbana: Keishichou Sousa Nanaka  | NTV                   | Kaoruko Nagami |
| 2016 | A Girl & Three Sweethearts          | Fuji TV               | Jun Yoshioka   |
| 2016 | Doctor X 4                          | TV Asahi              | Yuka           |
| 2016 | Mission Commander Gouma Ayaka       | Fuji TV               | Sonia          |
| 2017 | Osaka Kanjousen Part 2              | KTV                   | Jihyun         |